# Club Atlético River Plate 1922
Questa voce raccoglie le informazioni riguardanti il Club Atlético River Plate nelle competizioni ufficiali della stagione 1922.

## Stagione
Nel 1922 il River prese parte al campionato, che si compose di 40 giornate, rivaleggiando a lungo con l'Independiente per la vittoria finale. Al termine della stagione il club registrò la miglior difesa del campionato con 18 gol subiti.

## Maglie e sponsor
| Casa |

## Rosa
| N. |                      | Ruolo | Calciatore        |
| -- | -------------------- | ----- | ----------------- |
|    | Argentina (bandiera) | P     | Maglio Caimi      |
|    | Argentina (bandiera) | P     | Carlos Ísola      |
|    | Argentina (bandiera) | P     | Aberlardo Lannot  |
|    | Argentina (bandiera) | D     | Jacinto Cacopardo |
|    | Argentina (bandiera) | D     | Pedro Choperena   |
|    | Argentina (bandiera) | D     | Jacinto Giúdice   |
|    | Argentina (bandiera) | D     | Francisco Locatti |
|    | Argentina (bandiera) | D     | Arturo Somon      |
|    | Argentina (bandiera) | C     | Victorio Bonadeo  |
|    | Argentina (bandiera) | C     | Vicente Caliendo  |
|    | Argentina (bandiera) | C     | Juan Canada       |
|    | Argentina (bandiera) | C     | Pedro Etchenique  |
|    | Argentina (bandiera) | C     | Cándido García    |
|    | Argentina (bandiera) | C     | Heriberto Simmons |
|    | Argentina (bandiera) | C     | Roberto Taramasso |

| N. |                      | Ruolo | Calciatore         |
| -- | -------------------- | ----- | ------------------ |
|    | Argentina (bandiera) | C     | Antonio Traverso   |
|    | Argentina (bandiera) | A     | Delirio Álvarez    |
|    | Argentina (bandiera) | A     | Ildefonso Alzúa    |
|    | Argentina (bandiera) | A     | Jaime Chavín       |
|    | Argentina (bandiera) | A     | Enrique Gainzarain |
|    | Argentina (bandiera) | A     | Gustavo González   |
|    | Argentina (bandiera) | A     | Pascual Licciardi  |
|    | Argentina (bandiera) | A     | Nicolás Lombardo   |
|    | Argentina (bandiera) | A     | Fausto Lucarelli   |
|    | Argentina (bandiera) | A     | Emilio Medone      |
|    | Argentina (bandiera) | A     | Santiago Ortelli   |
|    | Argentina (bandiera) | A     | Dante Pertini      |
|    | Argentina (bandiera) | A     | Nicolás Rofrano    |
|    | Argentina (bandiera) | A     | Jerónimo Uriarte   |

## Statistiche

### Statistiche di squadra
| Competizione     | Punti | Totale | Totale | Totale | Totale | Totale | Totale | DR  |
| Competizione     | Punti | G      | V      | N      | P      | Gf     | Gs     | DR  |
| ---------------- | ----- | ------ | ------ | ------ | ------ | ------ | ------ | --- |
| Primera División | 61    | 40     | 25     | 11     | 4      | 65     | 25     | +40 |
| Totale           | -     |        |        |        |        |        |        | -   |